# Jean-Marie Bogaert
Jean-Marie Bogaert (Brugge, 6 september 1949) is een voormalig Vlaams volksvertegenwoordiger.

## Levensloop
Bogaert liep middelbaar onderwijs aan het Onze-Lieve-Vrouw College in Assebroek en volgde een kandidatuur in de rechten aan het Kulak in Kortrijk en een opleiding bedrijfsorganisatie aan het Hoger Technisch Instituut in Oostende. Hij werkte als bediende bij televisiefabrikant CBRT in Brugge, dat in 1982 opging in de elektroketen Philips.
Als lid van de Katholieke Studentenactie kreeg hij belangstelling voor de Vlaamse Beweging. In 1967 was hij de stichter van de Kortrijkse afdeling van de politieke studentenbeweging van de Katholieke Universiteit Leuven en in 1968 sloot hij zich aan bij de Volksunie. Van 1972 tot 1982 was hij arrondissementeel voorzitter en van 1971 tot 1974 nationaal ondervoorzitter van de Volksuniejongeren. Daarnaast was hij van 1968 tot 1978 stichtend voorzitter van de Jeugdraad van Sint-Kruis.
In oktober 1976 werd Bogaert voor het eerst verkozen tot gemeenteraadslid van Brugge, een functie die hij tot eind 2012 bekleedde. Van 1983 tot 1987 was hij schepen voor Sociale Zaken in de stad en van 2006 tot 2012 was hij nogmaals schepen, bevoegd voor Toerisme en Zeebrugge. Daarnaast zetelde hij driemaal in de provincieraad van West-Vlaanderen: eerst van 1981 tot 1985, daarna van 1991 tot 1995 en ten slotte van 2000 tot 2012. In de periode 1991-1995 was Bogaert er fractievoorzitter voor zijn partij. Nadat de Volksunie in 2001 uiteenviel, trad hij toe tot de N-VA.
Bij de eerste rechtstreekse verkiezingen voor het Vlaams Parlement van 21 mei 1995 werd hij verkozen in de kieskring Brugge. Hij bleef Vlaams volksvertegenwoordiger tot juni 1999 en raakte toen niet herkozen. Bogaert was lid van de commissie Financiën en Begroting en secretaris van de commissie Werkgelegenheid en Economische Aangelegenheden. Na de sluiting van de autofabriek Renault Vilvoorde in 1997 was hij een van de onderhandelaars bij de totstandkoming van het zogeheten akkoord van Leuven, een overeenkomst tussen politieke partijen enerzijds en vakbonden en werkgevers anderzijds met het doel om de werkloosheid in Vlaanderen fors te verlagen. Daarnaast pleitte hij voor een aanzienlijke financiële tussenkomst van de Vlaamse Regering ten voordele van het Brugse Concertgebouw en het Symfonieorkest Vlaanderen en ijverde hij voor de verdere uitbouw van de Haven van Zeebrugge.